# Valeri Nikonórov
Valeri Vladímirovich Nikonórov –en ruso, Валерий Владимирович Никоноров– (Moscú, 26 de agosto de 1971) es un deportista ruso que compitió en lucha grecorromana. Ganó una medalla de plata en el Campeonato Europeo de Lucha de 1999, en la categoría de 58 kg.
Participó en los Juegos Olímpicos de Sídney 2000, ocupando el séptimo lugar en la categoría de 58 kg.

## Palmarés internacional
| Campeonato Europeo | Campeonato Europeo | Campeonato Europeo | Campeonato Europeo |
| Año                | Lugar              | Medalla            | Categoría          |
| ------------------ | ------------------ | ------------------ | ------------------ |
| 1999               | Sofía (Bulgaria)   | Medalla de plata   | 58 kg              |